# Balilihan
Balilihan (Bayan ng Balilihan) är en kommun i Filippinerna. Kommunen tillhör provinsen Bohol och ligger på ön med samma namn. Folkmängden uppgår till 16 837 invånare.

## Barangayer
Balilihan är indelat i 31 barangayer.
| - Baucan Norte - Baucan Sur - Boctol - Boyog Norte - Boyog Proper - Boyog Sur - Cabad - Candasig - Cantalid - Cantomimbo - Cogon | - Datag Norte - Datag Sur - Del Carmen Este (Pob.) - Del Carmen Norte (Pob.) - Del Carmen Weste (Pob.) - Del Carmen Sur (Pob.) - Del Rosario - Dorol - Haguilanan Grande - Hanopol Este | - Hanopol Norte - Hanopol Weste - Magsija - Maslog - Sagasa - Sal-ing - San Isidro - San Roque - Santo Niño - Tagustusan |

## Bildgalleri

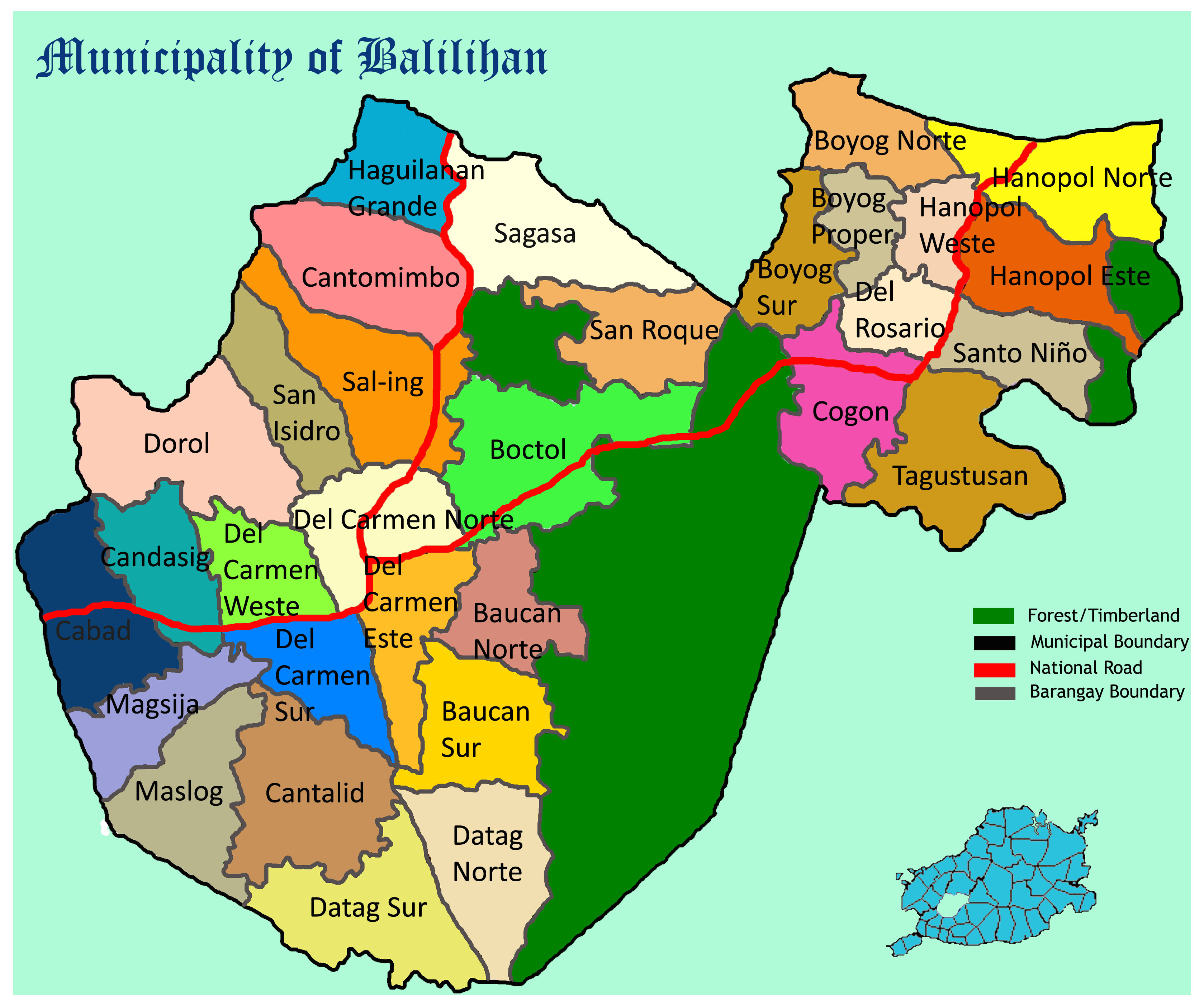
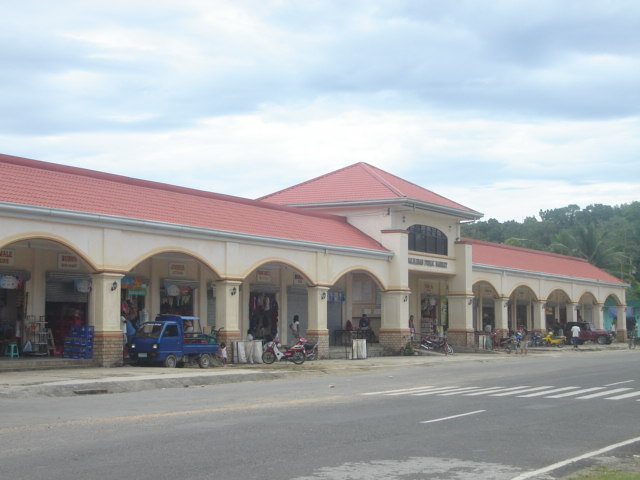
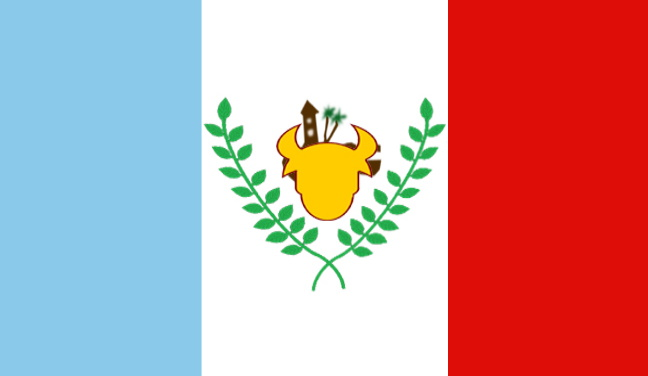
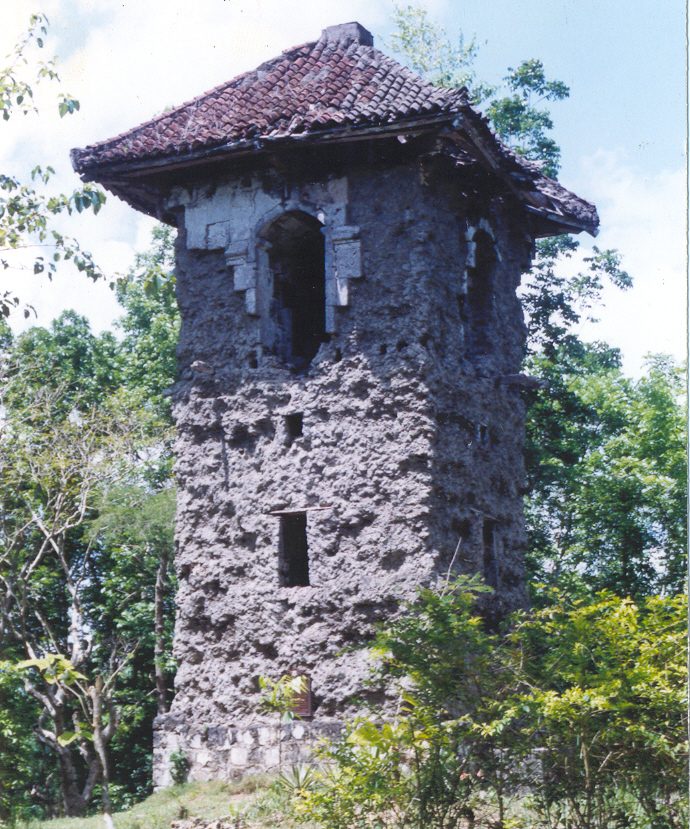